# Erich Eliskases
Erich Gottlieb Eliskases (15 de febrer de 1913 - 2 de febrer de 1997) fou un jugador d'escacs que va representar Àustria, Alemanya i l'Argentina en competicions internacionals. A finals de la dècada de 1930 es considerava un potencial aspirant al Campionat del Món. Eliskases va rebre el títol de Gran Mestre de la FIDE el 1952.

## Biografia i resultats destacats en competició
Nascut a Innsbruck, Imperi Austrohongarès, va aprendre a jugar als escacs a l'edat de dotze anys i ràpidament va mostrar aptitud per al joc, guanyant el campionat de clubs d'escacs Schlechter en el seu primer any al club, amb només catorze anys. Als quinze anys, va ser campió del Tirol i als setze, guanyador compartit del campionat d'Àustria.
La seva formació universitària a Innsbruck i Viena es va centrar en estudis empresarials; van ser els escacs, però, els que van captar la seva imaginació i va obtenir resultats excepcionals representant Àustria a les Olimpíades de 1930, 1933 i 1935. Després de l'Anschluss de març de 1938, va guanyar el campionat nacional alemany a Bad Oeynhausen els anys 1938 i 1939. Altres èxits primerencs van incloure el primer lloc total o conjunt a Budapest 1934 (campionat d'Hongria), Linz 1934, Zúric 1935, Milà 1937; i victòries del partit contra Rudolf Spielmann (el 1932, 1936 i 1937). Va actuar com a segon d'Alexander Alekhine durant la reeixida revenja del campionat mundial d'Alekhine contra Max Euwe el 1937.
Els seus dos millors anys van ser el 1938 i el 1939. El juny de 1938 va guanyar un torneig a Noordwijk per davant de Paul Keres (que més tard aquell any guanyaria el gran torneig d'escacs AVRO 1938) i l'anterior campió del món Max Euwe. La seva victòria a Noordwijk va ser el seu millor resultat de la seva carrera, i va començar una ratxa de vuit tornejos consecutius en què va quedar invicte: sis el 1938 i el 1939, incloent Krefeld 1938, Bad Harzburg 1939, Bad Elster 1939, Viena 1939, i dos més tard a Sud-amèrica. També va guanyar el partit contra l'anterior rival del campionat mundial Efim Bogoljubov el 1939.
Aquests èxits van portar a suggerir un partit del Campionat del Món amb Alekhine. Les proves documentals van demostrar més tard que el règim nazi li havia programat un matx el 1941 amb el Campió del Món, però que posteriorment havia abandonat la idea. El 1941, Alekhine es va pronunciar a favor d'un matx amb Eliskases o Keres, preferint el primer. Però el Gran Mestre neerlandès Hans Ree argumenta que això no vol dir que Eliskases fos el contendent més fort: era un d'una sèrie d'articles antisemites atribuïts a Alekhine, i el suggeriment d'un contendent alemany probablement estava motivat políticament.
El 1939, Eliskases va emigrar a l'Amèrica del Sud. Va jugar sota bandera alemanya a l'Olimpíada de Buenos Aires de 1939, durant la qual va començar la Segona Guerra Mundial, quan Eliskases (juntament amb molts altres jugadors) va decidir quedar-se a l'Argentina (i durant un temps al Brasil) en lloc de tornar a Europa. Durant aquells anys va lluitar per guanyar-se la vida; i al Brasil va ser amenaçat d'internament i expulsió, tot i que alguns entusiastes dels escacs brasilers van ajudar Eliskases a evitar aquest destí contractant-lo com a professor d'escacs.
El 1951 va tornar a l'Argentina, on finalment es va convertir en ciutadà argentí naturalitzat i va representar el seu nou país a les Olimpíades de 1952, 1958, 1960 i 1964. Així, va representar tres països diferents a les Olimpíades: Àustria, Alemanya i Argentina, possiblement l'única persona que ho va fer. L'èxit del torneig a Sud-amèrica va incloure primer o conjuntament primer a Águas de São Pedro/São Paulo 1941, São Paulo 1947, Mar del Plata 1948, Punta del Este 1951 i Córdoba 1959.
La FIDE va concedir a Eliskases els títols de Mestre Internacional i Gran Mestre el 1950 i el 1952, respectivament.
Va continuar jugant durant els anys 50, 60 i fins i tot fins als 70, però els seus resultats van ser menys convincents. Es va casar l'any 1954 amb l'argentina María Esther Almeda i va tenir un fill, Carlos Enrico. El 1976, ell i la seva dona van tornar al Tirol austríac, però la parella no s'hi va adaptar i va tornar a Córdoba a l'Argentina.
Eliskases també va ser un fort jugador per correspondència i les seves notes van mostrar que va puntuar més del 75 per cent durant el seu període més actiu.
És consideratva un expert en el final —a Semmering 1937, va superar i va vèncer a Capablanca en aquesta fase, tot i que aquest era el punt fort de l'excampió del món cubà. Hans Ree observa que Eliskases és un dels quatre jugadors (juntament amb Keres, Reshevsky i Euwe) que ha guanyat a Capablanca i Bobby Fischer. Va arribar a empatar en resultats contra Euwe (3–3), Capablanca (2–2) i Fischer (1–1).

## Partides notables
- Aquesta fou la primera de les tres victòries d'Eliskases (en set partides) contra Euwe, qui va esdevenir campió del món el mateix any. 
Max Euwe vs. Eliskases, 1935; gambet de dama declinat 
1.d4 Nf6 2.c4 e6 3.Nc3 d5 4.Bg5 Be7 (Orthodox Defence) 5.e3 0-0 6.Nf3 h6 7.Bh4 Ne4 8.Bxe7 Qxe7 9.cxd5 Nxc3 10.bxc3 exd5 11.Qb3 Qd6 12.c4 dxc4 13.Bxc4 Nc6 14.Qc3 Bg4 15.0-0 Bxf3 16.gxf3 Kh8 (Three years later at Noordwijk, Eliskases played 16...Rad8 against Euwe, beating him in 50 moves.[9]) 17.Rab1 b6 18.Rfc1 Ne7 19.Ba6 c6 20.Qb4 Qf6 21.f4 g5 22.fxg5 Rg8 23.h4 hxg5 24.h5 g4 25.d5 g3 26.Qd4 gxf2+ 27.Kf1 Rg1+ 28.Ke2 Qxd4 29.exd4 Nxd5 30.Kxf2 Rg4 31.Rxc6 Rf4+ 32.Ke2 Rxd4 33.Rb2 Re8+ 34.Kf1 Ne3+ 35.Ke1 Nc2+ 36.Kf1 Rf4+ 37.Kg2 Rg8+ 38.Kh3 Nb4 39.Rxb4 Rxb4 40.Rc7 Rg5 41.Rxf7 Rxh5+ 42.Kg3 Ra5 0–1[10]
- Eliskases vs. José Raúl Capablanca, Semmering 1937; defensa eslava 
1.d4 d5 2.c4 c6 3.Nf3 Nf6 4.Nc3 dxc4 5.a4 Bf5 6.Ne5 (Atac Krause) Nbd7 7.Nxc4 Qc7 8.g3 e5 9.dxe5 Nxe5 10.Bf4 Nfd7 11.Bg2 f6 12.0-0 Rd8 13.Qc1 Be6 14.Nxe5 Nxe5 15.a5 a6 16.Ne4 Bb4 17.Bd2 Qe7 18.Bxb4 Qxb4 19.Qc5 Qxc5 20.Nxc5 Bc8 21.Rfd1 Ke7 22.b3 Nf7 23.e4 Rd6 24.Rxd6 Kxd6 25.b4 Kc7 26.Rd1 Rd8 27.Rxd8 Nxd8 28.f4 b6 29.axb6+ Kxb6 30.Bf1 Ne6 31.Na4+ Kc7 32.Kf2 g5 33.Ke3 gxf4+ 34.gxf4 Ng7 35.Nc5 Ne6 36.Nxe6+ Bxe6 37.Kd4 Kb6 38.Bc4 Bg4 39.e5 fxe5+ 40.fxe5 h6 41.h4 Bh5 42.e6 Be8 43.Bd3 Kc7 44.Kc5 Bh5 45.Bh7 Bg4 46.e7 Kd7 47.Be4 Kxe7 48.Bxc6 Be2 49.Bb7 Kd7 50.Kb6 Kd6 51.Bxa6 Bf3 52.Ka5 Bc6 53.Bb5 Bf3 54.Bd3 Bc6 55.Bc2 Kc7 56.Ba4 Bf3 57.b5 Kb7 58.b6 Be2 59.Bc2 Bf3 60.Bd3 Bg2 61.Ba6+ Kc6 62.Bc8 Bf1 63.Bg4 Bd3 64.Bf3+ Kd6 65.Bb7 Be2 66.Ba6 Bf3 67.Bf1 Bb7 68.Bh3 Ke7 69.Kb5 Kd6 70.Bf5 Ke7 71.Kc5 Bg2 72.Bc8 Kd8 73.Ba6 Bf3 74.Kd6 Bg2 75.Bc4 Kc8 76.Bd5 Bf1 77.Ke6 Be2 78.Kf6 Kd7 79.Kg6 h5 80.Kg5 Kd6 81.Bf7 Kc6 82.Bxh5 1–0[11]
- Eliskases vs. Bobby Fischer, Buenos Aires 1960; gambet de dama declinat 
1.c4 Nf6 2.Nc3 e6 3.Nf3 d5 4.d4 Bb4 (Variant Ragozin) 5.Qb3 Nc6 6.Bg5 h6 7.Bxf6 Qxf6 8.e3 dxc4 9.Bxc4 0-0 10.0-0 Qe7 11.Qc2 Bd6 12.Rad1 Kh8 13.a3 e5 14.Nd5 Qe8 15.dxe5 Nxe5 16.Nxe5 Qxe5 17.f4 Qe8 18.e4 c6 19.Nc3 Bc7 20.Qe2 Be6 21.e5 Qe7 22.Ne4 Rad8 23.Kh1 Rfe8 24.Bxe6 Qxe6 25.Nc5 Qc8 26.Qh5 Rxd1 27.Rxd1 Rd8 28.h3 Kg8 29.Rxd8+ Qxd8 30.e6 Qe7 31.Qf5 b6 32.exf7 Qxf7 33.Qc8+ Kh7 34.Ne6 Bd6 35.g4 Qf6 36.Qd7 Qe7 37.Qxe7 Bxe7 38.Nd4 c5 39.Nc6 Bd6 40.Nxa7 c4 41.Nc8 Bc5 42.a4 Kg6 43.Kg2 Kf6 44.Kf3 Ke6 45.Ke4 Bf2 46.f5+ Kd7 47.Na7 Kd6 48.Nb5+ Kc5 49.Nc7 Bh4 50.Ne8 Kb4 51.Kd5 Be7 52.Nxg7 Bf6 53.Ne8 Bxb2 54.f6 Bxf6 55.Nxf6 c3 56.Nh5 Kxa4 57.Nf4 b5 58.Ne2 1–0[12]